# 漫画大快楽
『漫画大快楽』（まんがだいかいらく）は、1975年から1982年まで檸檬社が発行していた三流劇画誌。ライバル誌『漫画エロジェニカ』『劇画アリス』と共に「三大エロ劇画誌」のひとつと称される。表紙イラストは辰巳四郎。最盛期（1979年）の発行部数は12万部。
創刊者は『劇画アリス』初代編集長の亀和田武。編集人は菅野邦明と小谷哲。後に中森愛（正確にはデビュー前）が編集を担当した。

## 概要
1975年10月に檸檬社の亀和田武と小谷哲を編集者に迎えて創刊される。なお「大快楽」という誌名の発案者は亀和田であり、先行誌『漫画快楽号』（KKベストセラーズ）に因んで命名されたものである。
当初はあがた有為や谷口ジローらが作品を発表する硬派な三流劇画誌だったが、中期から平口広美、宮西計三、安部慎一、鈴木翁二、ひさうちみちおなどガロ系作家が多数参入し、三流劇画とニューウェーブが融合したマニアックな漫画の発表の場となっていった（当時『エロジェニカ』は「COM派」で『大快楽』は「ガロ派」と目されていたという）。
その後、亀和田はアリス出版で『劇画アリス』（のち迷宮'79編集）を創刊し、亀和田と入れ替わる形で菅野邦明が編集に参加。小谷・菅野の二頭体制となる。三流劇画ブームが頂点に達した1979年には亀和田と『漫画エロジェニカ』編集長の高取英が対立し、本誌の小谷も『エロジェニカ』と誌上抗争を展開する。さらに『大快楽』側の板坂剛が『エロジェニカ』側の流山児祥を攻撃し、路上で流血沙汰（8・23下北沢戦斗）を起こした。
しかし『劇画アリス』と『漫画エロジェニカ』は1980年に休刊。また創刊当初から編集に携わっていた小谷も同年6月号で降板して『漫画カルメン』（蒼竜社）に移籍し、菅野も『漫画ピラニア』（辰巳出版）に移籍する。ここに三流劇画の黄金時代を築いた小谷・菅野体制は崩壊した。
その後はロリコンブームの影響からロリコン劇画家で知られる野口正之、谷口敬、村祖俊一、火野妖子、五藤加純、牧村みき、小鈴ひろみ、西江ひろあき、中村威久水らが起用されるも、三流劇画退潮の波には勝てず、檸檬社の倒産により未払い原稿料を残したまま1982年10月号をもって廃刊する。

## 主な執筆作家
- あがた有為
- 旭修一
- 麻生俊
- 安部慎一
- 飯田耕一郎
- 飯田みつあき
- 池田圭一
- いしいひさいち（チャンネルゼロ）
- 石井隆
- 石井まさみ
- 板坂剛
- いつきたかし
- 井上英樹
- 遠藤みちろう（自閉体）
- 大谷かおる
- 亀和田武（元『劇画アリス』編集長）
- 勝又進
- 玄海つとむ
- 高信太郎
- 小鈴ひろみ
- こだま亮
- 五藤加純
- 坂口尚
- 沢田竜治
- 三条友美
- 清水おさむ
- しん・あきら
- すぎうらあきと
- 杉浦則夫（写真家）
- すぎやまチヒロ
- 鈴木翁二
- 高井研一郎
- 高取英（元『漫画エロジェニカ』編集長）
- 谷岡ヤスジ
- 谷口敬
- 谷口ジロー
- つつみ進
- 土屋慎吾
- 徳永武史
- 永田トマト
- 中村威久水（和洋女子大学人文学部教授）
- 西江ひろあき
- 能條純一
- 野口正之（内山亜紀）
- 羽中ルイ
- はらたいら
- 張井礼
- ひさうちみちお
- 聖レイ
- 火野妖子（堀内満里子）
- 平口広美
- 前田寿安
- 牧村みき
- 間宮青児
- 宮西計三
- 村祖俊一
- 山田双葉（山田詠美）
- 山名総一
- やまもと孝二

## 掲載情報

### 1978年
1月号
- 杉浦則夫「肉眼レフ・性愛玩具」
- 能條純一「私が17の頃」
- 高井研一郎「おすめす専科」
- やまもと孝二「肉の裏」
- 飯田耕一郎「イブによろしく」
- 高信太郎「コーシンまげもの百科」
- あがた有為「美也子…泥人形」
- 前田寿安「石（ざくろ）榴」
- 安部慎一「心」
- 芸能・ピンクサロン
- 勝又進「冗談画廊亭」
- スポーツ・Hコーナー
- ギャンブル・セクシーカルテ
- 大読者サロン
- 羽中ルイ「冬の音擦れ」
- 予告/目次
- はらたいら「ドンドン」

2月号
- 杉浦則夫「肉眼レフ・視姦のいる部屋」
- 羽中ルイ「風―かざはな―花」
- 間宮青児「透き通った風景」
- 高井研一郎「おすめす専科」
- あがた有為「甘き死よ来たれ」
- 高信太郎「コーシンまげもの百科」
- 能條純一「ビートルズなんか知らない」
- 前田寿安「剃る」
- 宮西計三「ひがしとみなみ」
- 芸能・ピンクサロン
- 勝又進「冗談画廊亭」
- スポーツ・Hコーナー
- ギャンブル・セクシーカルテ
- 大読者サロン
- 土屋慎吾「密着させて」
- 予告/目次
- 谷岡ヤスジ「ヤスジのそこら中バカ したがってバカ(1)」

3月号
- 杉浦則夫「肉眼レフ・妄想少女」
- あがた有為「麗子の麗」
- 高井研一郎「おすめす専科」
- 玄海つとむ「性愛玩具」
- 飯田耕一郎「美亜子のデッサン」
- 高信太郎「コーシンまげもの百科『江戸噺』大江戸記録 異常乾燥」
- 能條純一「不良」
- 前田寿安「山茶花」
- 池田圭一「K氏の場合は?」
- スポーツ・Hコーナー「男の最大の魅力はお尻」
- 勝又進「冗談画廊亭」
- ギャンブル・セクシーカルテ「ムッチリ女となで肩女 あべ静江と山口百恵をギャンブルから見ると」
- SIN☆AKIRA「THE OUTLAW」
- 大読者サロン
- 予告/目次
- 谷岡ヤスジ「ヤスジのそこら中バカ したがってバカ(2)」

4月号
- 杉浦則夫「肉眼レフ・溺愛」
- 土屋慎吾「お口で愛して」
- 高井研一郎「おすめす専科」
- 間宮青児「ふりかえった女」
- あがた有為「人形たちの夜」
- 高信太郎「コーシンまげもの百科」
- 能條純一「ぜんまい仕掛けのさくらんぼ」
- 宮西計三「ぼくたちの陰部」
- 前田寿安「汗―あせ―」
- 芸能・ピンクサロン
- スポーツ・Hコーナー
- ギャンブル・セクシーカルテ
- 勝又進「冗談画廊亭」
- 羽中ルイ「若草の萌える頃」
- 大読者サロン
- 予告/目次
- 谷岡ヤスジ「ヤスジのそこら中バカ したがってバカ(3)」

5月号（国立国会図書館未所蔵）

6月号
- 杉浦則夫「肉眼レフ・愛執遊戯」
- 能條純一「サッコ」
- 高井研一郎「おすめす専科」
- 土屋慎吾「羞じらいがえし」
- 間宮青児「女の報告書」
- 高信太郎「コーシンまげもの百科」
- あがた有為「美也子の甘い罠」
- 宮西計三「夢想家ピッピュの大冒険」
- 前田寿安「花の鍵」
- 勝又進「冗談画廊亭」
- 石井隆「暗い日射し」
- 大読者サロン
- 予告/目次
- 谷岡ヤスジ「ヤスジのそこら中バカ したがってバカ(5)」

7月号
- 杉浦則夫「肉眼レフ・性写体」
- 土屋慎吾「スカートの奥へ」
- 高井研一郎「おすめす専科」
- あがた有為「麗子どこまで」
- 飯田耕一郎「梅雨のあとさき―娼婦優子、断章―」
- 高信太郎「コーシンまげもの百科」
- しん・あきら「感傷旅行」
- 野原歩「どこへも行かないで」
- 鈴木翁二「石榴、半畳、悪霊」
- いしいひさいち「おじゃ漫むし」 - いしいひさいちの商業誌デビュー作
- 勝又進「冗談画廊亭」
- やまもと孝二「成熟の軌跡」
- 大読者サロン
- 予告/目次
- 谷岡ヤスジ「ヤスジのそこら中バカ したがってバカ(6)」

8月号
- 杉浦則夫「肉眼レフ・求愛」
- 能條純一「告白的女性論」
- 高井研一郎「おすめす専科」
- あがた有為「忌まわしい日々」
- 宮西計三「大きな黒い岩」
- 高信太郎「コーシンまげもの百科」
- 土屋慎吾「燃えたぎる」
- いつきたかし「愛玩獣」
- 前田寿安「梅雨葵」
- いしいひさいち「おじゃ漫むし」
- 勝又進「冗談画廊亭」
- 間宮青児「女の報告書、奈緒」
- 大読者サロン
- 予告/目次
- 谷岡ヤスジ「ヤスジのそこら中バカ したがってバカ(7)」

9月号
- 杉浦則夫「肉眼レフ・女塊」
- あがた有為「ひまわり燃えた」
- 高井研一郎「おすめす専科」
- しん・あきら「天使のくちびる」
- ひさうちみちお「女博士の異常な愛情」
- 高信太郎「コーシンまげもの百科」
- 間宮青児「魔由美」
- 徳永武史「パラソルと遠景」
- いしいひさいち「おじゃ漫むし」
- 勝又進「冗談画廊亭」
- つつみ進「軽―けいしん―震」
- 大読者サロン
- 予告/目次
- 谷岡ヤスジ「ヤスジのそこら中バカ したがってバカ(8)」

10月号
- 杉浦則夫「肉眼レフ・肉の吐息」
- 土屋慎吾「渚の裸舞ハンター」
- 高井研一郎「おすめす専科」
- つつみ進「愛」
- いつきたかし「私を抱いた牛」
- いしいひさいち「おじゃ漫むし」
- 間宮青児「幸子」
- 高信太郎「コーシンまげもの百科」
- 前田寿安「蝶のとき」
- 宮西計三「メロンの岩」
- 勝又進「冗談画廊亭」
- あがた有為「真夜中の散歩」
- 大読者サロン
- 予告/目次
- 谷岡ヤスジ「ヤスジのそこら中バカ したがってバカ(9)」

11月号
- 杉浦則夫「肉眼レフ・肉の鼓動」
- 土屋慎吾「渚の裸舞ハンター」
- 高井研一郎「おすめす専科」
- いつきたかし「人形少女」
- あがた有為「初恋のひと」
- 高信太郎「コーシンまげもの百科」
- いしいひさいち「おじゃ漫むし」
- 間宮青児「女の報告書パート5 ミツ」
- 徳永武史「フクロウ」
- つつみ進「血で血を洗うように」
- 勝又進「冗談画廊亭」
- しん・あきら「まつりの夜」
- 大読者サロン
- 予告/目次
- 谷岡ヤスジ「ヤスジのそこら中バカ したがってバカ(10)」

12月号（国立国会図書館未所蔵）

### 1979年
新年号
- 杉浦則夫「肉眼レフ・肉色の恋」
- あがた有為「擬装家族」
- 高井研一郎「おすめす専科」
- やまもと孝二「ペット志願」
- いつきたかし「ぱんていぐるい」
- 高信太郎「コーシンまげもの百科」
- いしいひさいち「おじゃ漫むし」
- しん・あきら「ミッドナイト・エンジェル」
- 玄海つとむ「爛れ」
- 勝又進「冗談画廊亭」
- 松本公生の冗句冗報
- 板坂剛「思い出の風俗奇譚」
- 平口広美「町の匂い」（入選作）
- 大読者サロン
- 予告/目次
- 谷岡ヤスジ「ヤスジのそこら中バカ したがってバカ(12)」

2月号
- 杉浦則夫「肉眼レフ・恋の衝動」
- 土屋慎吾「恋してマッチョ!」
- 高井研一郎「おすめす専科」
- いつきたかし「雪化粧」
- あがた有為「おしゃぶり」
- 高信太郎「コーシンまげもの百科」
- いしいひさいち「おじゃ漫むし」
- 間宮青児「女の報告書パート7 麻子」
- 前田寿安「白磁の女」
- 宮西計三「金魚鉢の中の性」
- 勝又進「冗談画廊亭」
- 松本公生のジョークあらカルト(4)
- 高田渡の飲んだくれワイ談
- ひさうちみちお「職員会議」
- 大読者サロン
- 予告/目次
- 谷岡ヤスジ「ヤスジのそこら中バカ したがってバカ(13)」

3月号
- 杉浦則夫「肉眼レフ・性夜の愛」
- 玄海つとむ「ラブ、抱かれたい」
- 高井研一郎「おすめす専科」
- あがた有為「輪舞の町」
- しん・あきら「男たちの鎮魂歌」
- 高信太郎「コーシンまげもの百科」
- いしいひさいち「おじゃ漫むし」
- いつきたかし「赤い下着のミカ」
- 鈴木翁二「道」
- 平口広美「わたしの日曜日」
- 勝又進「冗談画廊亭」
- 松本公生のジョークあらカルト(5)
- 佐藤B作の電光石火の恋唄
- 間宮青児「女の報告書パート8 冬子」
- 大読者サロン
- 予告/目次
- 谷岡ヤスジ「ヤスジのそこら中バカ したがってバカ(14)」

4月号（国立国会図書館未所蔵）

5月号
- 杉浦則夫「肉眼レフ・伝導的肉感」
- あがた有為「エロイカ（お前と俺）」
- 高井研一郎「おすめす専科」
- 玄海つとむ「無実（主婦と生活）」
- いつきたかし「Be Eaten」
- 高信太郎「コーシンまげもの百科」
- いしいひさいち「おじゃ漫むし」
- 間宮青児「女の報告書パート9 リサ」
- ひさうちみちお「イノセント（汚れなき悪戯）」
- 勝又進「冗談画廊亭」
- 松本公生の芸術スポーツ(1)
- 森脇美貴夫のパンク・ロック性愛
- しん・あきら「日曜日には殺人を」
- 大読者サロン改めマンガ芸能（略してマン芸）
- 予告/目次
- 谷岡ヤスジ「ヤスジのそこら中バカ したがってバカ(16)」

5月号増刊「特集つつみ進の世界」

6月号
- 杉浦則夫「肉眼レフ・恋愛志願」
- 土屋慎吾「獣人オルセウス」
- 高井研一郎「おすめす専科」
- あがた有為「気狂い人形―サイコ・ドール―」
- いつきたかし「ファイティング・ウーマン」
- 高信太郎「コーシンまげもの百科」
- いしいひさいち「おじゃ漫むし」
- 平口広美「朝日のようにさわやかに」
- 前田寿安「終―たびだち―焉」
- 勝又進「冗談画廊亭」
- 松本公生の芸術スポーツ(2)
- 鈴木翁二「性愛幻覚」
- 宮西計三「僕のお尻にきみの勇気」
- しん・あきら「不良'79（前編）」
- 漫画スポーツ
- 予告/目次
- 谷岡ヤスジ「ヤスジのそこら中バカ したがってバカ(17)」

7月号
- 杉浦則夫「肉眼レフ・肉体伝」
- あがた有為「王様と女」
- 高井研一郎「おすめす専科」
- 平口広美「走る!（前編）」
- いつきたかし「バスト・アクション」
- 高信太郎「コーシンまげもの百科」
- いしいひさいち「おじゃ漫むし」
- ひさうちみちお「罪と罰」
- しん・あきら「不良'79（後編）」
- 勝又進「冗談画廊亭」
- 松本公生の芸術スポーツ(3)「警官連続自殺事件」
- 板坂剛「幻の劇画全共闘へのメッセージ／必殺の卍責め 少女漫画のヒロインを犯しまくりたい!」
- 間宮青児「背徳の天使 PART1 午後の老人」
- 漫画スポーツ/マンガ芸能
- 予告/目次
- 谷岡ヤスジ「ヤスジのそこら中バカ したがってバカ(18)」

7月号増刊・玄海つとむ官能特集/第3集「挑発する女」

8月号
- 杉浦則夫「肉眼レフ・肉食夢」
- つつみ進「腐臭 通り魔 PARTII」
- 高井研一郎「おすめす専科」
- 土屋慎吾「熟れすぎた妖精（ニンフ）」
- あがた有為「女体地獄めぐり」
- いつきたかし「人魚」
- 高信太郎「コーシンまげもの百科」
- いしいひさいち「おじゃ漫むし」
- 宮西計三「肉体関係」
- 前田寿安「虫干し」
- 勝又進「冗談画廊亭」
- 松本公生の芸術スポーツ(4)
- ゴウとミッキーのTHE花のステージ
  - 1.君は少女マンガでセンズリをかけるか?（板坂剛）
  - 2.ディスコ・ミュージックは最高のパープリンなのだ!!（森脇美貴夫）

- 平口広美「走る!（後編）」
- 漫画スポーツ/マンガ芸能
- 予告/目次
- 谷岡ヤスジ「ヤスジのそこら中バカ したがってバカ(19)」

8月号増刊「ひさうちみおの仮面の告白」
- みちおくんのサイン入りイラスト色紙「私のコブラツイスト」
- 木之内みどりに捧ぐ「罪と罰」
- 岩崎宏美に捧ぐ「職員会議」
- 大場久美子に捧ぐ「イノセント」
- 朝比奈マリアに捧ぐ「生まれいずる悩み」
- 太田裕美に捧ぐ「愛妻記」
- ひつっこく太田裕美に捧ぐ「ご家族の肖像」
- ダイアン・ソーンに捧ぐ「女博士の異常な愛情」
- 感動の友情出演「割込出張版バイトくん'78」（いしいひさいち）

9月号
- 杉浦則夫「肉眼レフ・肉塊」
- 平口広美「家なき子」
- 高井研一郎「おすめす専科」
- 間宮青児「背徳の天使 PART2」
- あがた有為「花粉」
- 高信太郎「コーシンまげもの百科」
- いしいひさいち「おじゃ漫むし」
- しん・あきら「ストリート・ファイター」
- ひさうちみちお「愛の亡霊」
- 勝又進「冗談画廊亭」
- 松本公生の芸術スポーツ(5)
- ゴウとミッキーのTHE花のステージ
- いつきたかし「アパート」
- 漫画スポーツ/マンガ芸能
- 予告/目次
- 谷岡ヤスジ「ヤスジのそこら中バカ したがってバカ(20)」

10月号
- 杉浦則夫「肉眼レフ・人魚愛」
- 土屋慎吾「大怪獣デルタ」
- 高井研一郎「おすめす専科」
- ひさうちみちお「無法松の一生」
- 三条友美「少女の季節」
- 高信太郎「コーシンまげもの百科」
- いしいひさいち「おじゃ漫むし」
- 宮西計三「ペッカー」
- いつきたかし「B5判の女」
- あがた有為「棲家」
- 勝又進「冗談画廊亭」
- 松本公生の芸術スポーツ(6)
- ゴウとミッキーのTHE花のステージ
- 平口広美「悲しき街角」
- マン芸
- 予告/目次
- 谷岡ヤスジ「ヤスジのそこら中バカ したがってバカ(21)」

11月号
- 杉浦則夫「肉眼レフ・錬愛術」
- 平口広美「コスモスの丘」
- 高井研一郎「おすめす専科」
- 土屋慎吾「マリッジ―結婚―」
- いつきたかし「ダッチ・マザー」
- 高信太郎「コーシンまげもの百科」
- いしいひさいち「おじゃ漫むし」
- 間宮青児「大島屋不動産」
- すぎうらあきと「麻美、森の中」
- 独断70% 歪曲30% 本誌独占! 芸能百選! 大本営発表 9月23日!!!「動転、流山児、消息不明! 顔面蒼白、高取英!」
- 勝又進「冗談画廊亭」
- 松本公生の芸術スポーツ(7)
- ゴウとミッキーのTHE花のステージ
- しん・あきら「れっすん」
- マン芸
- 予告/目次
- 谷岡ヤスジ「ヤスジのそこら中バカ したがってバカ(22)」

11月号増刊・土屋慎吾特集「エロスの神話」

12月号
- 杉浦則夫「肉眼レフ・錬愛術 パートII」
- 土屋慎吾「セクシャルアンドロイドNo.1」
- 高井研一郎「おすめす専科」
- 平口広美「歯科医の恋」
- ひさうちみちお「赤い殺意は他人の顔か」
- 高信太郎「コーシンまげもの百科」
- いしいひさいち「おじゃ漫むし」
- あがた有為「植物性愛」
- いつきたかし「四畳半のアリス」
- 宮西計三「バウバウ・モアモア」
- 号外／万策尽きたエロジェニカ 遂に泥沼のBクラスに転落!!
- 勝又進「冗談画廊亭」
- みちろう「パンクは社会から吐き出されたゴミの無価値の中で開き直った鏡のひとかけらなのだ──みちろうからのロックンロール・ディーヴォルーション」
- 松本公生の芸術スポーツ(8)「カエルが死の抗議」
- ゴウとミッキーのTHE花のステージ「男は意地と情熱と知性と女の尻を忘れてはいけないのダ」
  - 1.流山児、単ゲバ・肉体派の限界暴露!（板坂剛）
  - 2.日本のロック状況に“カツ”を（森脇美貴夫）

- 東田健二「秘女顔 怨み花」
- いしいひさいち「チャンネルゼロメッセージ」
- 予告/目次
- 谷岡ヤスジ「ヤスジのそこら中バカ したがってバカ(23)」

### 1980年
1月号
- 杉浦則夫「肉眼レフ・愛の肉質」
- 平口広美「白熱（前編）」
- いしいひさいち「おじゃ漫むし」
- 高信太郎「コーシンまげもの百科」
- あがた有為「夢虫」
- 予告
- ひさうちみちお「白鳥の湖」
- 高井研一郎「おすめす専科」
- 間宮青児「快楽の標的」
- いつきたかし「黄昏の破壊者」
- 野口正之「愛のオルフェウス」（本誌初登場）
- 松本公生のこちら業界新聞
- 勝又進「冗談画廊亭」
- 板坂剛「GO オン・ステージ 二十三対二」
- 森脇美貴夫のパンキング・メッセージ その1「評論家にとって問題なのは知識や分析でなくルックスなのダ」
- しん・あきら「少年期」
- 編集後記/目次
- 谷岡ヤスジ「ヤスジのそこら中バカ したがってバカ(24)」

2月号
- 杉浦則夫「肉眼レフ・謝肉祭」
- つつみ進「平衡感覚」
- いしいひさいち「おじゃ漫むし」
- 高信太郎「コーシンまげもの百科」
- あがた有為「湿地帯」
- 三条友美「少女愛（じゅんあい）」
- 高井研一郎「おすめす専科」
- 土屋慎吾「地下室の花嫁」
- いつきたかし「お友達の愉しみ」
- 宮西計三「鬼百合秘」
- 松本公生のこちら業界新聞
- 勝又進「冗談画廊亭」
- 内藤圭司「破滅型作家・板坂剛の研究 その1 三流劇画抗争の知られざる真相」
- 森脇美貴夫のパンキング・メッセージ その2「ひさうちみちお先生の哲学的ポップ名著ラビリンスにおけるエロの道は実に奥深い」
- 平口広美「白熱（衝撃の後編）」
- 予告/目次
- 谷岡ヤスジ「ヤスジのそこら中バカ したがってバカ(25)」

3月号
- 杉浦則夫「肉眼レフ・通り魔体験」
- あがた有為「無防備教室」
- いしいひさいち「おじゃ漫むし」
- 高信太郎「コーシンまげもの百科」
- 間宮青児「真夜中の少女」
- こだま亮「餌食」
- 高井研一郎「おすめす専科」
- 平口広美「戦慄」
- しん・あきら「愛の床屋」
- 松本公生のこちら業界新聞
- 勝又進「冗談画廊亭」
- 内藤圭司「破滅型作家・板坂剛の研究 その2 ある朝鮮人女性との引き裂かれた愛」
- 森脇美貴夫のパンキング・メッセージ その3
- いつきたかし「悪夢を犯せ」
- 漫金超劇場
- 予告/目次
- 谷岡ヤスジ「ヤスジのそこら中バカ したがってバカ(26)」

4月号
- 杉浦則夫「肉眼レフ・肉触」
- 平口広美「剥ぐ」
- いしいひさいち「おじゃ漫むし」
- 高信太郎「コーシンまげもの百科」
- あがた有為「性教育の時間割」
- ひさうちみちお「異邦人」
- 高井研一郎「おすめす専科」
- いつきたかし「トランクに詰めた狂気」
- 土屋慎吾「ショー・ガール」
- 亀和田武「大快楽エクスプレス(1) エロジェニカ・高取英に対する最初で最後の罵倒文がこれだ!」

- 内藤圭司の板坂剛の研究 その3
- 勝又進「冗談画廊亭」
- 森脇美貴夫のパンキング・メッセージ その4
- 松本公生のこちら業界新聞
- 国立玉三郎「大快楽エクスプレス(2) これでも控えめな悪口雑言、罵詈罵倒」
- こだま亮「少女、白昼夢」
- 宮西計三「リアリティ」
- 予告/目次
- 谷岡ヤスジ「ヤスジのそこら中バカ したがってバカ(27)」

5月号
- 杉浦則夫「肉眼レフ・女の肉汁」
- あがた有為「十七歳の謝肉祭」
- いしいひさいち「おじゃ漫むし」
- 高信太郎「コーシンまげもの百科」
- 土屋慎吾「熟れすぎた18歳」
- 間宮青児「放課後」
- いつきたかし「日差しの強い日曜日」
- 高井研一郎「おすめす専科」
- 鈴木翁二「子供の病気」
  - （一）太郎の病い
  - （二）みつ子の病い

- 勝又進「冗談画廊亭」
- ゴウとミッキィの愛読者シークレット郵便箱
- 松本公生のこちら業界新聞
- みちろうの東南アジア旅行記「インドにはロウソク病という恐ろしい性病があった!?」
- 植草甚一「大麻じかけのオレンジ」
- 平口広美「微笑」
- 予告/目次
- 谷岡ヤスジ「ヤスジのそこら中バカ したがってバカ(28)」

6月号
- 杉浦則夫「肉眼レフ・肉食果実」
- 土屋慎吾「恐怖のエクスタシー」
- あがた有為「私家版・夜と霧」
- いしいひさいち「おじゃ漫むし」
- 高信太郎「コーシンまげもの百科」
- 平口広美「異郷の鬼」
- こだま亮「暴姦」
- 高井研一郎「おすめす専科」
- 安部慎一「ポルノ劇画家・山村真介」
- 板坂剛「『ジ・エンド』を聞きながら」
- 内藤圭司「森脇人気爆発、KI（亀和田＝板坂）砲不発で『大快楽』に異常事態!」
- 書簡・板坂剛から亀和田武へ「一九九九年に向かって身辺整理を始めよう」
- メンコク・イエス「何故『島田陽子』のパンティは張り付いてしまったのか?」
- 勝又進「冗談画廊亭」
- しん・あきら「エロスの自動人形」
- 小谷哲「さよなら、大快楽。超自然的実在が私を呼んでいる。」

- いつきたかし「狂女の棲む家」
- 予告/目次
- 谷岡ヤスジ「ヤスジのそこら中バカ したがってバカ(29)」

7月号
- 杉浦則夫「肉眼レフ・恋唄」
- つつみ進「移り香、残り香」
- あがた有為「王様と女（触れ愛）」
- いしいひさいち「おじゃ漫むし」
- 高信太郎「コーシンまげもの百科 第四部『明治編』その6 開化ちゃっきり伝」
- いつきたかし「酒乱」
- 間宮青児「遊戯」
- 高井研一郎「おすめす専科」
- 麻生俊「真夜中のシンデレラ」
- 内藤圭司「影武者レポート／「名」編集長・小谷哲を思う」
- 勝又進「冗談画廊亭」
- 森脇美貴夫「エキサイティング・パンク」
- 松本公生「こちら業界新聞」
- みちろう「ファイティング・ウェイブ」
- 平口広美「乱暴者」
- 電撃スキャンダル
- 目次／予告
- 谷岡ヤスジ「ヤスジのそこら中バカ(30)」
- 付録/大快楽パフォーマンスⅠ

8月号
- 杉浦則夫「肉眼レフ・犯す!」
- つつみ進「移り香、残り香（後編）」
- あがた有為「セックス・マシーン」
- いしいひさいち「おじゃ漫むし」
- 高信太郎「コーシンまげもの百科 第四部『明治編』その(七) 黒猫」
- 平口広美「婦人生活」
- 土屋慎吾「桃のしずく」
- いつきたかし「挑発」
- 高井研一郎「おすめす専科・堅物」
- 宮西計三「五月物語―壱―」
- 内藤圭司「衝撃の告白／大快楽独占スクープ!!! 破滅型作家・板坂剛の隠された女性関係とそのてんまつ」
- 勝又進「冗談画廊亭」
- 松本公生「コーセイのプロ野球 噂の評論」
- 森脇美貴夫「スーパースターは誰だ! ブロンディのデバラ・ハリーとひさうちみおにはさすがのオレも脱帽」
- ひさうちみお「オ・マンチョの男」
- 電撃スキャンダル
- 目次／予告
- 谷岡ヤスジ「ヤスジのそこら中バカ(31)」

9月号
- 杉浦則夫「肉眼レフ・秘密愛」
- 間宮青児「乱反射」
- あがた有為「痴婦人ごっこ」
- いしいひさいち「おじゃ漫むし」
- 高信太郎「コーシンまげもの百科 第四部『明治編』その(八) 幽霊の正体」
- 麻生俊「シンデレラの欲望」
- 平口広美「ビッグボーイ」
- 高井研一郎「おすめす専科・のぞき」
- こだま亮「久美子の甘い制服」
- 勝又進「冗談画廊亭」
- 松本公生「コーセイのプロ野球の評論」
- 森脇美貴夫「スーパースターは誰だ!(2) アナーキーになんでもかんでもやりまくるのさ! ベイビー!!」
- 植草甚一「永井豪の空想的膨張宇宙」
- いつきたかし「少年」
- 電撃スキャンダル
- 目次／予告
- 谷岡ヤスジ「ヤスジのそこら中バカ(32)」

10月号
- 巻頭ヌード：遊戯―ひとりあそび（カメラ：井上一真／モデル：井上厚子）
- 野口正之「クミコ」
- あがた有為「触れ愛」
- いしいひさいち「おじゃ漫むし」
- 高信太郎「コーシンまげもの百科 第四部『明治編』その(九) 」
- 平口広美「社会的責任（前編）」
- 土屋慎吾「さぐりっこして」
- 村祖俊一「闇の疾走」
- 高井研一郎「計算に弱い女」
- いつきたかし「ラブ・ガン」
- 旭修一「赤い陰画」
- 目次／予告
- 谷岡ヤスジ「ヤスジのそこら中バカ(32)」

10月号増刊・野口正之快感少女特集!「トマトの年代」
- 少女のポケット
- ピンクの注射
- 誘惑レンズ
- 少女淫景
- 聖少女よ
- 痴肉ワイフ
- ミチコの悪戯
- 淫サマーの少女
- 白雪姫のリンゴ
- 愛しのダーリン
- ピーチのクレバス
- 愛しのベビードール

11月号
- カメラ／井上一真「唇は愛の証し」
- 村祖俊一「少女・渚のトレモロ」
- 旭修一「FUCK進行形」
- いしいひさいち「おじゃ漫むし」
- 高信太郎「まげもの百科」
- 電撃スキャンダル
- 松本公生「プロ野球噂の評論」
- こだま亮「火曜日の夜を犯せ」
- 野口正之「ゆめむしごっこ」
- いつきたかし「狂女のたくらみ」
- 高井研一郎「おすめす専科」
- 麻生俊「幻影の宗派」
- 勝又進「冗談画廊亭」
- 平口広美「社会的責任（中編）」
- 読者サロン&プレゼントコーナー
- 目次／予告
- 谷岡ヤスジ「ヤスジのそこら中バカ(33)」

12月号
- 巻頭ヌード：夕暮れにすることは（モデル／中沢亜利沙）
- 旭修一「フルート演奏会」
- あがた有為「犯虐の夜」
- 土屋慎吾「ふとももの奥」
- いしいひさいち「おじゃ漫むし」
- 高信太郎「まげもの百科」
- 平口広美「社会的責任（後編）」
- しんあきら「エレガントハプニング」
- 高井研一郎「おすめす専科」
- いつきたかし「影法師の部屋」
- 勝又進「コミックギャラリー」
- 野口正之「美保子」
- 読者の夏
- 目次／予告
- 谷岡ヤスジ「ヤスジのそこら中バカ(35)」

12月号増刊・平口広美傑作集「愛の銃口」

### 1981年
1月号
- 平口広美「社会的責任（第二部）」
- 沢田竜治「欲情の膣花」（本誌初登場）
- いつきたかし「発狂」
- 高信太郎「幻想の明治」
- すぎやまチヒロ「大ニッポン警察官」
- 勝又進「コミックギャラリー」
- 高取英の劇画グラフィティ
- 旭修一「女教師の一日」
- 中村いくみ「道草ごっこ」
- 高井研一郎「おすめす専科」
- こだま勉「午後の獲物」
- 野口正之「聖子」
- 読者サロン&パンティプレゼント
- 谷岡ヤスジ「ヤスジのそこら中バカ(36)」

2月号
- 野口正之「ソフィー」
- 旭修一「快楽医務室」
- 高信太郎「コーシンマゲモノ百科・幻想の明治」
- いつきたかし「悪女の館」
- 勝又進「コミックギャラリー」
- あがた有為「犯虐の夜」
- 山田双葉「バイバイマルドロール」
- 高井研一郎「おすめす専科」
- しんあきら「バースデーケーキ」
- 土屋慎吾「吸淫したいの」
- 読者サロン&パンティプレゼント
- 谷岡ヤスジ「ヤスジのそこら中バカ(37)」

2月号増刊・村祖俊一傑作集「美少女伝説」
- 少女渚のトレモロ
- ベジタブルの復讐
- 快楽の片道切符
- 媚少女
- 熱帯夜
- 闇の疾走
- 少女白い館
- 一万一千本の縄
- ギャグ・高井研一郎

3月号
- 村祖俊一「赤い処女雪」
- こだま亮「ひとり上手」
- 高信太郎「コーシンまげもの百科 第四部『明治編』おなじみの降る雪や（幻想の明治）」
- 井上英樹「雨ふる夜の甘くして」（本誌初登場）
- 高取英「劇画が死滅する日―バトルロイヤル篇―」
- すぎやまチヒロ「大ニッポン警察官」
- 高井研一郎「おすめす専科・よがり声」
- 劇画：沢田竜治／原作：山名総一「淫花が走る」
- いつきたかし「淫乱」
- 勝又進「コミックギャラリー」
- 谷口敬「ロリコン全集1 水の戯れ」（本誌初登場）
- 野口正之「ロリコン全集2 順子／わたしのエンジェル」
- 読書サロン&パンティープレゼント
- 目次／予告
- 谷岡ヤスジ「ヤスジのそこら中バカ(38) 」

4月号
- 劇画：沢田竜治／原作：山名総一「痴肉乱舞」
- 劇画：旭修一／原作：張井礼「天使が飛んだ」
- 平口広美「肉体露出」
- 高信太郎「コーシンまげもの百科・幻想の明治・梅輪」
- 大快楽100号突破記念へあと5号! 登場作家100人へ淫タビュー! 
  - ひさうちみちお
  - 中村いくみ
  - 野口正之
  - 間宮青児
  - いつきたかし
  - 旭修一

- 女性誌ピンクダイジェスト / 遅れてるのは男のチンポコの意識だったりして
- すぎやまチヒロ「ださーいオサムちゃん」
- 野口正之「美和（ミワ・天使のコレクション）」
- いつきたかし「僕が犯した」
- 高井研一郎「おすめす専科・なめる」
- 山田双葉「メモリーズ オブ ユー」
- 土屋慎吾「さわって桃娘（ピーチガール）」
- 読者サロン「三月号の新人谷口敬は期待してるぜ! 今回は読者のシナリオもアルノダ!」
- 目次／予告
- 谷岡ヤスジ「ヤスジのそこら中バカ(39) 」

4月号増刊・沢田竜治特集「新妻いじめ（人妻浮気地獄）」

5月号
巻頭ヌード：series 美少女5 モデル／山路美貴
- 劇画：旭修一／原作：張井礼「わいせつゲーム」
- 平口広美「わいせつゲーム」
- 中村いくみ「愛奴」
- 高信太郎「コーシンまげもの百科●幻想の明治 / 野づくし」
- 鈴木文雄「水に溶けるいたいけな少女たち」（大快楽劇画アングル(4) 野口正之の世界!!）
- 大快楽100号突破記念へあと4号! 登場作家100人へ淫タビュー!
  - 宮西計三 
  - 平口広美
  - 勝又進
  - 谷口敬
  - 山名総一
  - 高井研一郎

- 勝又進「コミックギャラリー」
- 野口正之「可南子」
- 谷口敬「午後の蔭」
- あがた有為「ひだは肉色」
- 高井研一郎「おすめす専科・自慢」
- 劇画：沢田竜治／原作：山名総一「非情の悦楽」
- 読者サロン「スローなブギなんてお呼びじゃない 俺たちの凄春は熱い血が流れてるぜ」
- 目次／予告
- 谷岡ヤスジ「ヤスジのそこら中バカ(40) 」

5月増刊号・野口正之特集/第2弾「誘惑ドール」

6月号
series 美少女6 後姦作法に溺れたい
- 青木守「情痴の果て」（本誌初登場）
- 劇画：沢田竜治／原作：山名総一「淫（みだら）ばなし」
- いつきたかし「狂花（くるいばな）」
- 高信太郎「コーシンまげもの百科・幻想の明治・飛びの末裔」
- 鈴木文雄「大快楽劇画アングル(5) いつきたかしの世界・陽だまりにうずく狂気とエロス」
- 大快楽100号突破記念へあと3号! 登場作家100人へ淫タビュー!
  - 山田双葉
  - 土屋慎吾
  - 高取英
  - あがた有為
  - 高信太郎
  - こだま亮

- 勝又進のCOMIC GILLERY
- 西江ひろあき「二人でお茶を」（本誌初登場）
- 高井研一郎「おすめす専科・熟年」
- 山田双葉「シリー・ガール」
- 野口正之「青少年のための姦幻楽(1) くるみ割り人形」
- 飯田耕一郎「妣―ひ―」
- 読者サロン&パンティプレゼント「ビニ本も迫力が薄れてきた現在、劇画の方が夢とロマンがある」
- 谷岡ヤスジ「ヤスジのそこら中バカ(41)」

6月号増刊・石井まさみ特集「荒野の人妻決定版 カマキリ」

7月号
- 巻頭ヌード「代々木の朝にまた燃えて」（モデル／杉沢美羽）
- 劇画：旭修一／原作：張井礼「赤いプレゼント」
- こだま亮「夢魔の絶叫」
- 飯田耕一郎「異彊紀傳・妣―ひ―」
- 高信太郎「コーシンまげもの百科『明治編』狼つき」
- 勝又進のCOMIC GILLERY
- 高井研一郎「おすめす専科・不運な夫婦」
- いつきたかし「少女芝居」
- 大快楽100号突破記念へあと2号!! 登場作家100人へ淫タビュー!
  - 谷岡ヤスジ
  - 飯田耕一郎
  - 麻生俊

- 野口正之「青少年のための姦幻楽(2) コギツネこんこん」
- 谷口敬「ユモレスク」
- すぎやまチヒロ「ださ〜いオサムちゃん」
- 劇画：沢田竜治／原作：山名総一「陵辱の季節へ」
- 読者サロン&パンティプレゼント「ぐろぐろとした陰毛の中にあるのは、やっぱり日本のエロスだ」
- 谷岡ヤスジ「ヤスジのそこら中バカ(42) 」

8月号
- 巻頭ヌード：真夏への扉（モデル／佐藤亜紀子）
- 劇画：沢田竜治／原作：山名総一「不倫の残像」
- 劇画：旭修一／原作：張井礼「少女たちは天然色」
- 東田健二「乱夜（よる）」
- 高信太郎「コーシンまげもの百科・幻想の明治・続物怪」
- 勝又進のCOMIC GILLERY
- 高取英「劇画が死滅する日(4) エロ劇画ルネッサンスの原型/エロ・グロ・ナンセンスの鬼才・花輪和一の世界 平口広美へ瑠璃病の伝染か」
- 大快楽100号突破記念へあと1号!! 登場作家100人へ淫タビュー! 
  - 沢田竜治
  - すぎやまチヒロ
  - 羽中ルイ
  - 張井礼
  - 石井まさみ
  - 村祖俊一
  - しんあきら

- 原作／野口正之＋作画／諸星菜理「おむつをはいたシンデレラ」（漫画大快楽100号記念前夜祭特別企画）
  - 『ふゅーじょんぷろだくと』1981年10月号「特集・ロリータ/美少女」再録

- すぎやまチヒロ「ださ〜いオサムちゃん」
- 高井研一郎「おすめす専科・地図」
- いつきたかし「悪魔の息」
- 平口広美「社会的責任・完結編」
- 読者サロン&パンティプレゼント「オマンコにジアスターゼを詰めこんで肉欲を貪り尽くす人妻の純情」
- 谷岡ヤスジ「ヤスジのそこら中バカ(43)」

9月号（創刊100号記念号）
- 巻頭ヌード：そこにいるのは
- 間宮青児「ときには獣のように」
- 劇画：沢田竜治／原作：山名総一「淫球のひびき」
- すぎやまチヒロ「ださ〜いオサムちゃん」
- いつきたかし「涙の輪姦ごっこ」
- 高信太郎「とんで入った夏のムシ」
- 大快楽創刊100号!記念企画 登場作家100人へ淫タビュー! 
  - 三条友美
  - 東田健二
  - 鈴木翁二
  - 前田寿安
  - すぎうらあきと
  - 坂口尚
  - 西江ひろあき

- 勝又進のCOMIC GILLERY
- 野口正之→いつきたかし→平口広美「変態の果てに―百号記念企画・淫惨のリレー漫画!」
- 村祖俊一「サロメのロリータ的考察」
- 高取英「劇画が死滅する日(5)―エロ劇画ルネッサンスの終結とニューウェーブの台頭」
- 谷口敬「秋の報せ」
- 野口正之「妖精人形―ロリコン・アリコン・ハイコンって言葉知ってるか」
- 高井研一郎「タチション」
- 飯田耕一郎「異彊紀傳」
- 読者サロン&パンティプレゼント「満員電車の中、私の手首をつかまえてなんと前のワレメに……」
- 谷岡ヤスジ「ヤスジのそこら中バカ(44)」

10月号
- 巻頭ヌード：淫肉（モデル／野島ひとみ）
- 劇画：旭修一／原作：張井礼「胸さわぎの時間割」
- ついに妹から告発された野口正之「濡れた淫絶幼女」
- 高信太郎「コーシンまげもの百科・幻想の明治・明治一代女」
- いつきたかし「300メートルの男 若しくはB25」
- 高信太郎「おすめす専科・抵抗力」
- すぎやまチヒロ「ださ〜いオサムちゃん」
- 高取英「劇画が死滅する日(6)―バトル・ロイヤル編 〈地獄〉から〈天国〉への破壊活動ー平口広美の劇画を論じる」
- 勝又進のCOMIC GILLERY
- 西江ひろあき「夢みる兵士」
- 劇画：沢田竜治／原作：山名総一「裂けた陵辱」
- 山田双葉「バターミルク・ファッキン」
- 飯田耕一郎「異彊紀傳―妣―」
- 読者サロン&パンティプレゼント「満員電車はエロスの溜り場 女の薄着の下は男の夢がある!」
- 谷岡ヤスジ「ヤスジのそこら中バカ(45)」

11月号
- セクシー巻頭ヌード：霜月淫景（モデル／高岡ひろみ）
- 劇画：沢田竜治／原作：山名総一「狂った愛戯」
- 清水おさむ「美肉のエキス」
- 高井研一郎「おすめす専科 / 恐ろしき友人」
- 谷口敬「人形の夢と目覚め」
- 高信太郎「世にもつまらん物語」
- 勝又進のCOMIC GILLERY
- 大快楽創刊100号突破! 登場作家へ淫タビュー!
  - 清水おさむ
  - 佐本裕
  - つつみ進

- 高取英「劇画が死滅する日(7)―バトル・ロイヤル編 パロディスト・つか絵夢子の実像」
- いつきたかし「パンティーだけ愛して」
- ロリコンの黒幕・野口正之「狂気! 幼女地獄」
- 飯田耕一郎「異彊紀傳ー妣ー」
- 劇画：旭修一／原作：張井礼「甘いふくらみ」
- 読者サロン&パンティプレゼント「いろいろ言われているが、女の魅力は、やっぱり股間なのだ!」
- 谷岡ヤスジ「ヤスジのそこら中バカ(46)」

12月号
- 巻頭ヌード：少女・みゆき（モデル／美樹本みゆき）
- 西江ひろあき「ハイウェイジャック」
- 劇画：沢田竜治／原作：山名総一「汚辱の快楽」
- 小鈴ひろみ「ちょっと年増のさなえさん」（本誌初登場）
- 高信太郎「コーシンまげのの百科・幻想の明治・空似の悪党」
- 勝又進のCOMIC GILLERY
- 高取英「劇画が死滅する日(8)―バトル・ロイヤル編〈処女〉作家・火野妖子の青春劇画」
- すぎやまチヒロ「ださ〜いオサムちゃん」
- 高井研一郎「おすめす専科・おかしな来訪者」
- 劇画：旭修一「愛しの天使」（原作：張井礼）
- 野口正之「パンピー・パンプ」
- いつきたかし「からくり人間」
- 豊川公「男根男」
- 読者サロン&パンティプレゼント「俺たちはいま、エロスのコミック・ヒロインにほれている」
- 谷岡ヤスジ「ヤスジのそこら中バカ(47)」

12月号増刊・西江ひろあき作品集

### 1982年
1月号
- 表紙イラスト：辰巳四郎
- 巻頭ヌード
- 劇画：旭修一／原作：張井礼「天使の快楽」
- 劇画：沢田竜治／原作：山名総一「淫熟花弁」
- 高井研一郎「おすすめ専科」
- 谷口敬 「メヌエット」
- 三沢伸「ゆれる肉壁」
- 高信太郎「幻想の明治」
- 高取英「劇画が死滅する日」
- 野口正之「妖精狩り」
- 劇画：清水おさむ／原作：高取英「美娼女の歌が聞こえる」
- すぎやまチヒロ「ダサいおさむちゃん」
- 飯田耕一郎「異疆紀伝―妣―」
- パンティプレゼント&読者サロン
- 谷岡ヤスジ「ヤスジのそこら中バカ(48)」

2月号
- 表紙イラスト：辰巳四郎
- 巻頭ヌード
- 劇画：沢田竜治／原作：川内愡一郎「恥辱の初春」
- 西江ひろあき「コール・オン・ミー」
- 高井研一郎「おすすめ専科」
- 野口正之「少女のタネ」
- 平正夫「なめんなよ オンガコラム」
- 高取英「劇画が死滅する日」
- 高信太郎「幻想の明治」
- 聖レイ「女子大生内股ロマン」
- いつきたかし「白い影の狂気」
- 劇画：旭修一／原作：張井礼「恥態の感触」
- 飯田耕一郎「異疆紀伝―妣―」
- パンティプレゼント&読者サロン
- 谷岡ヤスジ「ヤスジのそこら中バカ(49)」

3月号
- 表紙イラスト：辰巳四郎
- 巻頭ヌード
- 劇画：沢田竜治／原作：今戸悠「異常妻」
- 清水おさむ「愛のひみつ」
- 高井研一郎「おすすめ専科」
- 小鈴ひろみ「姉日記―陰毛編」
- 永田トマト「命短し恋せよ乙女」（本誌初登場）
- 平正夫「なめんなよ オンガコラム」
- 高取英「劇画が死滅する日」
- 谷口敬「弥撒子に」＋「反省してます」
- ドン・すぎやま「ダサいおさむちゃん」
- いつきたかし「変態横丁の人々―前編―」
- 高信太郎「幻想の明治」
- 飯田耕一郎「過ぎ行く時の結び目」
- パンティプレゼント&読者サロン
- 谷岡ヤスジ「ヤスジのそこら中バカ(50)」

4月号
- 表紙イラスト：辰巳四郎
- 巻頭ヌード
- 劇画：旭修一／原作：張井礼「肉の中まで」
- 聖レイ「肉穴狙い」
- 高井研一郎「おすすめ専科」
- 西江ひろあき「ラブチャイルド」
- いつきたかし「変態横丁の人々―後編―」
- 野口正之「きまぐれエンジェル」
- いちごレモン「ロンロリ コンパニー」
- 火野妖子「処女作家」（本誌初登場）
- 平正夫「なめんなよ オンガコラム」
- 高取英「劇画が死滅する日」
- 劇画：沢田竜治／原作：今戸悠「濡れ襞遊戯」
- 東田健二「原始性交考察 淫花帝国」
- 高信太郎「幻想の明治」
- パンティプレゼント&読者サロン
- 谷岡ヤスジ「ヤスジのそこら中バカ(51)」

5月号
- 表紙イラスト：辰巳四郎
- 巻頭ヌード
- 聖レイ「淫射空間」
- 谷口敬「お母ーさんに言いつけてやる」
- 高信太郎「幻想の明治」
- 劇画：旭修一／原作：張井礼「女教師の季節」
- いつきたかし「女の友情」
- 五藤加純「陽だまりの中で」（本誌初登場）
- 飯田耕一郎「異疆紀伝―妣―」
- 清水おさむ「魅痴子」
- 高井研一郎「おすすめ専科」
- 沢田竜治／原作 今戸悠「蜜戯は淫靡な香り」
- 読者サロン&パンティプレゼント
- 谷岡ヤスジ「ヤスジのそこら中バカ(52)」

6月号
- 表紙イラスト：辰巳四郎
- 巻頭ヌード
- 劇画：沢田竜治／原作：今戸悠「媚液に濡れた女」
- 高井研一郎「おすすめ専科」
- 聖レイ「獣たちの街」
- 内山亜紀「内山亜紀の最後の日」
- 内山亜紀漫画新人賞大募集!
- 高取英「劇画が死滅する日」
- 牧村みき「美少女えれじい」
- 五藤加純「あたしの中を…」
- 飯田耕一郎「異疆紀伝―妣―」
- 高信太郎「幻想の明治」
- 劇画：旭修一／原作：張井礼「変態・大好き」
- いつきたかし「涙の一発！地獄行」
- 読者サロン&パンティプレゼント
- 谷岡ヤスジ「ヤスジのそこら中バカ(53)」

7月号
- 表紙イラスト：辰巳四郎
- 巻頭ヌード
- 劇画：旭修一／原作：張井礼「授業さぼって」
- 高井研一郎「おすすめ専科」
- 劇画：沢田竜治／原作 今戸悠「肉襞は濡れてロマンス色」
- 西江ひろあき「はめ絵パズル」
- いつきたかし「お尻触ってもいいですか」
- 五藤加純「父の日に捧ぐ」
- 内山亜紀漫画新人賞大募集!
- 谷口敬「アンダンテ・カンタービレ」
- 平正夫 なめんなよ オンガコラム
- いちごレモン「ロンロリ コンパニー」
- 聖レイ「濡れ責めレオタード」
- 高信太郎「幻想の明治」
- 高取英「劇画が死滅する日」
- 飯田耕一郎「異疆紀伝―妣―」
- 読者サロン&パンティプレゼント
- 谷岡ヤスジ「ヤスジのそこら中バカ(54)」

8月号
- 表紙イラスト：辰巳四郎
- 巻頭ヌード
- 清水おさむ「潮風の肉人形」
- 高井研一郎「おすすめ専科」
- 劇画：旭修一／原作 張井礼「天使たちの悪戯」
- 飯田耕一郎「バイブレイション」
- いつきたかし「スタミナママ」
- 平正夫「なめんなよ オンガコラム」
- 内山亜紀「淫魔と妖精」
- 内山亜紀漫画新人賞大募集！
- いちごレモン「誰がいっちゃんかわいいか?」
- 読者サロン&パンティプレゼント
- 高信太郎「幻想の明治」
- 聖レイ「本番生撮りSMビデオ」
- 劇画：沢田竜治／原作：今戸悠「淫獣死すべし」
- 谷岡ヤスジ「ヤスジのそこら中バカ(55)」

9月号
- 表紙イラスト：辰巳四郎
- 巻頭ヌード
- 西江ひろあき「快楽の部屋」
- 劇画：沢田竜治／原作：今戸悠「姦獄は血の香り」
- 高井研一郎「おすすめ専科」
- 劇画：旭修一／原作：張井礼「お口使って新体操」
- 平正夫「なめんなよ オンガコラム」
- 谷口敬「人妻ラプソディー」
- 高取英「劇画が死滅する日」
- 五藤加純「セーラー服折り紙の作り方」
- 読者サロン&パンティプレゼント
- 内山亜紀漫画新人賞大募集!
- 五藤加純「ベッドの上は満員御礼」
- いつき・たかし「CRAZY TIME」
- 高信太郎「幻想の明治」
- 聖レイ「子宮魔女」
- 谷岡ヤスジ「ヤスジのそこら中バカ(56)」

10月号
- 表紙イラスト：辰巳四郎
- 巻頭ヌード
- 劇画：旭修一／原作：張井礼「オレンジギャルは刺激的」
- 聖レイ「幻性器」
- 高井研一郎「おすすめ専科」
- 内山亜紀漫画新人賞大募集！
- 内山亜紀「幼女コケシ踊り」
- 五藤加純「トルコ♡カマトト女子高生」
- 劇画：沢田竜治／原作：神貴「恥態貴婦人」
- 高信太郎「幻想の明治」
- 清水おさむ「ミルクドール」
- 牧村みき「子供の頃にオ◯◯コがあった」
- いつき・たかし「亭主失格」
- 読者サロン&パンティプレゼント
- 谷岡ヤスジ「ヤスジのそこら中バカ(57)」

10月号増刊・清水おさむ特集「少女地獄」
- 紅桜少女地獄変
- 魅痴子
- 獣欲の黒い薔薇
- 魔性の風に乱れ舞う
- 不倫覗き
- 美虐の堕天使
- 美娼女の歌が聞こえる

11月号〜
檸檬社倒産により廃刊